# College Football Championship Game 2023
Match précédent Match suivant
Le College Playoff Championship Game 2023 est un match de football américain de niveau universitaire d'après saison régulière organisé par la NCAA .
Il se déroule le 9 janvier 2021 vers 16 h 30 locales au SoFi Stadium d'Inglewood dans l'état de Californie aux États-Unis.
Ce match constitue la finale nationale du championnat NCAA de football américain 2022 de la Division 1 FBS et est donc l'apothéose de la saison 2022 de football américain universitaire.
Il oppose les vainqueurs des demi-finales jouées le 31 décembre 2022 soit les no 3 Horned Frogs de TCU vainqueurs du Peach Bowl 2022, et les no 1 Bulldogs de la Géorgie vainqueurs du Fiesta Bowl 2022.
Il s'agit de la 9e édition du College Football Championship Game laquelle est retransmise en radio et télévision par ESPN/ESPN Radio/ESPN Deportes.
Les Bulldogs de la Géorgie remportent le match sur le score de 65 à 7 et terminent la saison invaincus (15-0).
Georgia est la première équipe à remporter le titre deux saisons de suite depuis l'instauration du College Football Playoff. Le score final du match est le plus déséquilibrée jamais enregistré pour une finale du College Football Playoff et il présente la plus grande marge de victoire jamais enregistrée de toute l'histoire de la NCAA Div I FBS pour un titre national et pour un bowl universitaire. Quant au quarterback des Bulldogs, Stetson Bennett IV (en), il égale le record du nombre de touchdowns inscrits dans lequel un quarterback est impliqué (passe + course) lors d'une finale nationale (BCS ou CFP), ce record ayant été établi par le quarterback de LSU, Joe Burrow, lors du College Football Championship Game 2020.

## Le stade
Le SoFi Stadium (ou Los Angeles Stadium at Hollywood Park pendant sa phase de construction), est situé à Inglewood dans le comté de Los Angeles en Californie. Il est bâti sur le site de l'ancien hippodrome de Hollywood Park, à environ 5 km de l'Aéroport international de Los Angeles et à côté du Forum d'Inglewood.
Deux clubs de la National Football League (NFL) y ont élu leur résidence : les Rams et les Chargers de Los Angeles.
Le stade a été conçu par la société HKS. Il comporte un toit fixe et translucide en « ETFE », conçu pour couvrir à la fois le stade proprement dit et une place adjacente réservée aux piétons. Il possède des côtés ouverts. Un autre élément de sa conception est "l'Oculus", un écran vidéo de forme ovale à double face qui est suspendu au toit au-dessus du terrain. L'écran possède un affichage vidéo en haute définition (UHD 4K) et mesure 110 mètres de long sur 15 mètres de haut. Les images diffusées sont visibles des deux côtés (sur les surfaces intérieures et extérieures).
Le stade peut accueillir jusqu'à 70 240 spectateurs pour la plupart des événements mais la capacité peut être augmentée de 30 000 sièges supplémentaires pour les événements plus importants. Sa pelouse est artificielle type Matrix Turf.
Le stade tire son appellation de la société financière SoFi qui en a acquis les droits dans le cadre d'un accord de 20 ans évalué à plus de 30 millions de dollars par an. La société est également partenaire officiel des Rams et des Chargers.
Le stade accueille les matchs à domicile de ces deux équipes mais également des matchs de NCAA, ainsi que des concerts et divers spectacles dont le WrestleMania. Il a accueilli le Super Bowl LVI et devrait accueillir des épreuves des jeux olympiques 2028 et éventuellement des matchs de la coupe du monde de football 2026.

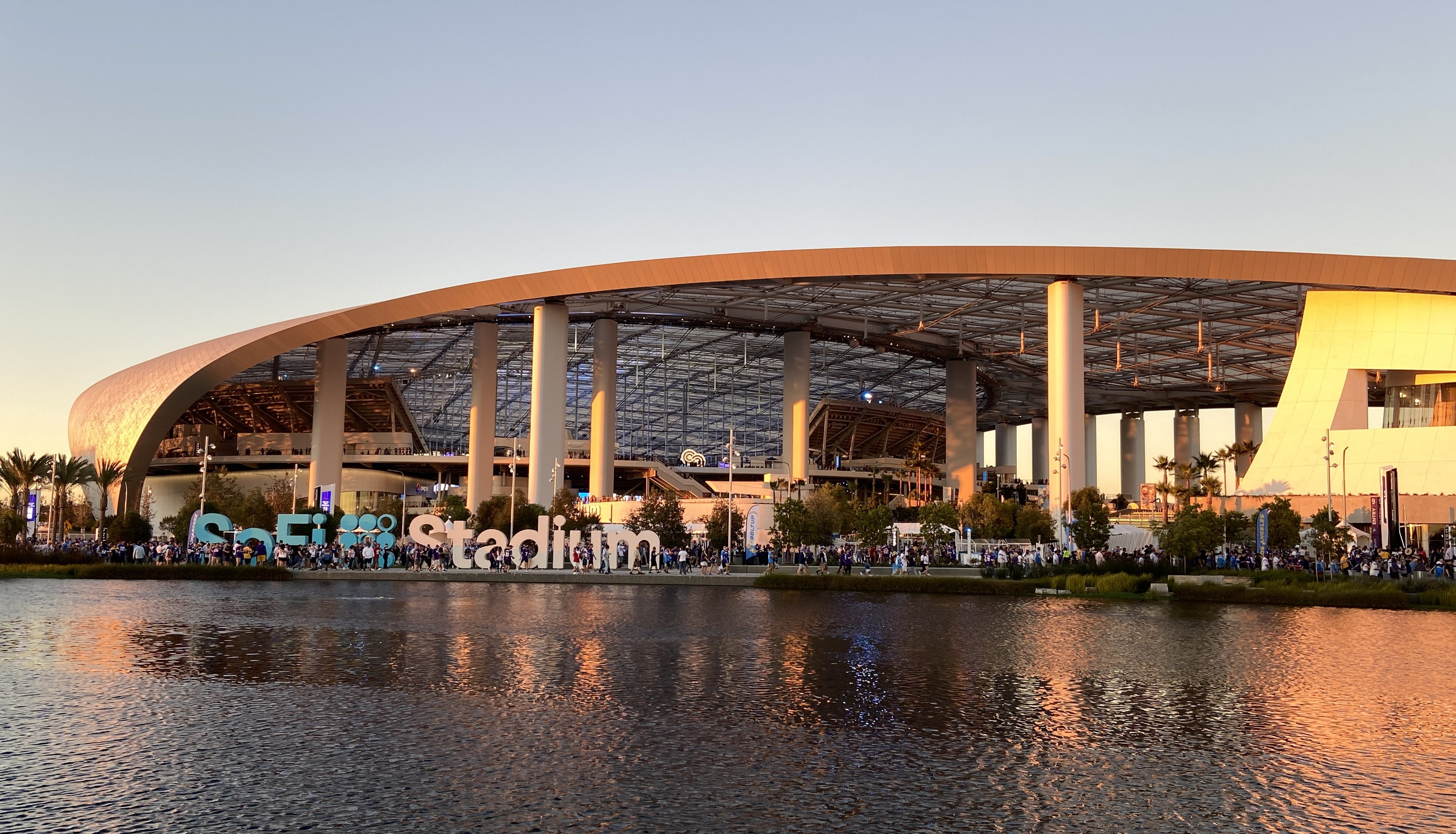
Vue latérale.
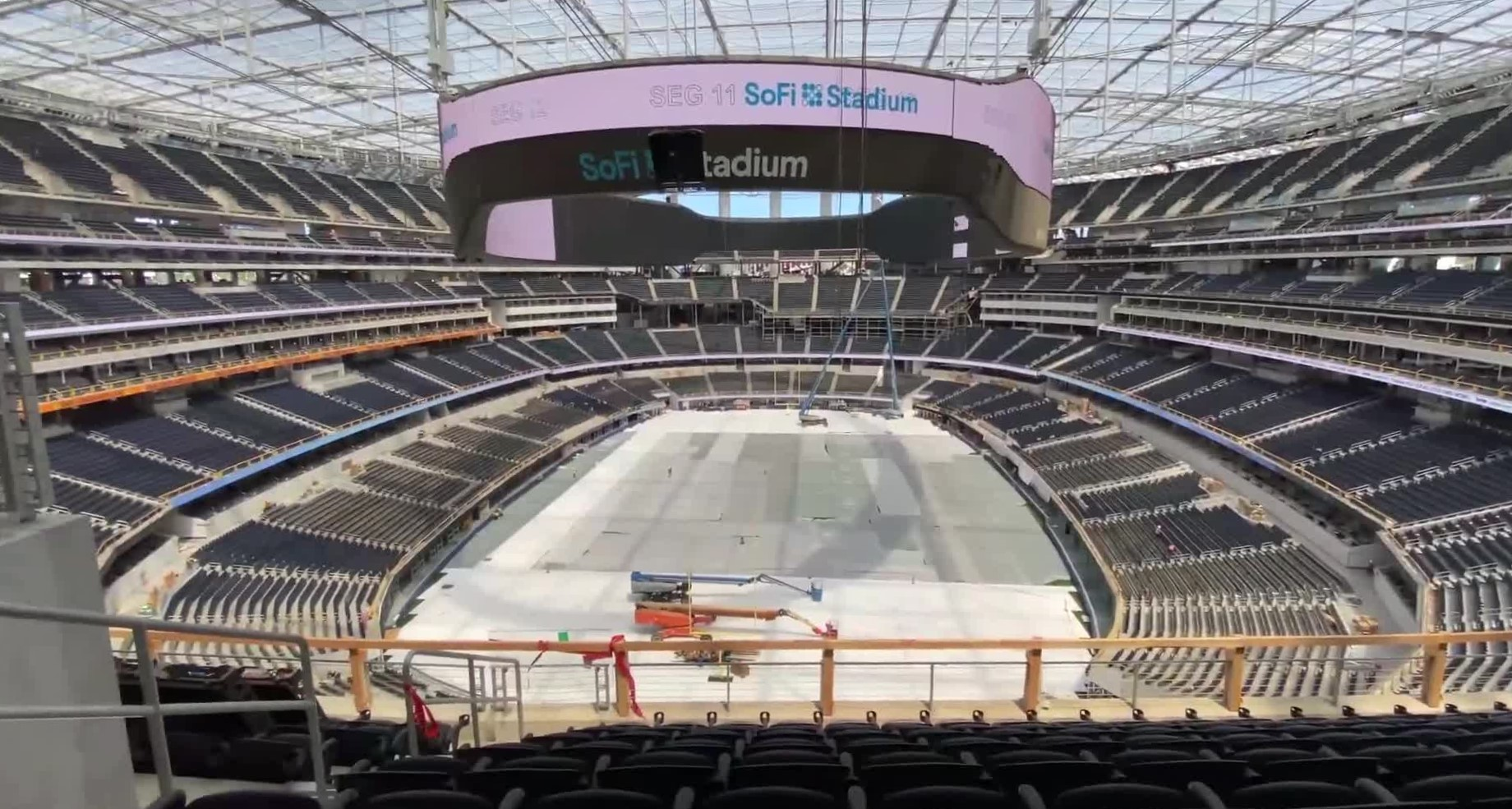
Vue intérieure.

## Tableau final du CFP
|  | Demi-finales                                                      | Demi-finales                                                      |                                  |  | Finale                                                                           | Finale                                                                           |
|  | Demi-finales                                                      | Demi-finales                                                      |                                  |  | Finale                                                                           | Finale                                                                           |
|  |                                                                   |                                                                   |                                  |  |                                                                                  |                                                                                  |
|  | Peach Bowl 2022, Mercedes-Benz Stadium, Atlanta, 31 décembre 2022 | Peach Bowl 2022, Mercedes-Benz Stadium, Atlanta, 31 décembre 2022 |                                  |  | College Football Championship Game 2023, SoFi Stadium, Inglewood, 9 janvier 2023 | College Football Championship Game 2023, SoFi Stadium, Inglewood, 9 janvier 2023 |
|  | Peach Bowl 2022, Mercedes-Benz Stadium, Atlanta, 31 décembre 2022 | Peach Bowl 2022, Mercedes-Benz Stadium, Atlanta, 31 décembre 2022 |                                  |  | College Football Championship Game 2023, SoFi Stadium, Inglewood, 9 janvier 2023 | College Football Championship Game 2023, SoFi Stadium, Inglewood, 9 janvier 2023 |
|  | #1 Bulldogs de la Géorgie (13-0)                                  | 42                                                                |                                  |  | College Football Championship Game 2023, SoFi Stadium, Inglewood, 9 janvier 2023 | College Football Championship Game 2023, SoFi Stadium, Inglewood, 9 janvier 2023 |
|  | #1 Bulldogs de la Géorgie (13-0)                                  | 42                                                                |                                  |  | College Football Championship Game 2023, SoFi Stadium, Inglewood, 9 janvier 2023 | College Football Championship Game 2023, SoFi Stadium, Inglewood, 9 janvier 2023 |
|  | #4 Buckeyes d'Ohio State (11-1)                                   | 41                                                                |                                  |  | College Football Championship Game 2023, SoFi Stadium, Inglewood, 9 janvier 2023 | College Football Championship Game 2023, SoFi Stadium, Inglewood, 9 janvier 2023 |
|  | #4 Buckeyes d'Ohio State (11-1)                                   | 41                                                                | #1 Bulldogs de la Géorgie (14-0) |  |                                                                                  |                                                                                  |
|  | Fiesta Bowl 2022, State Farm Stadium, Glendale, 31 décembre 2022  |                                                                   |                                  |  |                                                                                  |                                                                                  |
|  |                                                                   | #3 Horned Frogs de TCU (13-1)                                     |                                  |  |                                                                                  |                                                                                  |
|  | #2 Wolverines du Michigan (13-0)                                  | 45                                                                |                                  |  |                                                                                  |                                                                                  |
|  | #2 Wolverines du Michigan (13-0)                                  | 45                                                                |                                  |  |                                                                                  |                                                                                  |
|  | #3 Horned Frogs de TCU (12-1)                                     | 51                                                                |                                  |  |                                                                                  |                                                                                  |
|  | #3 Horned Frogs de TCU (12-1)                                     | 51                                                                |                                  |  |                                                                                  |                                                                                  |

## Présentation du match
L'hymne national est interprété par Pentatonix, groupe américain chantant A cappella originaire d'Arlington au Texas.
Les deux équipes se sont déjà rencontrées à quatre reprises, Georgia ayant remporté les quatre rencontres :
| Saison | Date              | Vainqueur | Score   | Compétition                            |
| ------ | ----------------- | --------- | ------- | -------------------------------------- |
| 1941   | 1er janvier 1942  | Georgia   | 40 - 26 | Orange Bowl 1942                       |
| 1980   | 27 septembre 1980 | Georgia   | 34 - 03 | Saison régulière, match joué à Georgia |
| 1988   | 10 septembre 1988 | Georgia   | 38 - 10 | Saison régulière, match joué à Georgia |
| 2016   | 30 décembre 2016  | Georgia   | 31 - 23 | Liberty Bowl 2016                      |

| Équipes                                                                                           | Couleurs | Conférences | Entraîneurs                   | Stats. saison rég. | Classements avant le bowl | Classements avant le bowl | Classements avant le bowl |
| ------------------------------------------------------------------------------------------------- | -------- | ----------- | ----------------------------- | ------------------ | ------------------------- | ------------------------- | ------------------------- |
| Équipes                                                                                           | Couleurs | Conférences | Entraîneurs                   | Stats. saison rég. | CFP                       | AP                        | Coaches                   |
| Bulldogs de la Géorgie                                                                            |          | SEC         | Kirby Smart (7e saison)       | 14 - 0             | no 1                      | no 1                      | no 1                      |
| Horned Frogs de TCU                                                                               |          | B12         | Sonny Dykes (en) (1re saison) | 13 - 1             | no 3                      | no 4                      | no 3                      |
| - Arbitre : Jeff Heaser (ACC) - Équipe donnée favorite par les bookmakers : Georgia par 13 points |          |             |                               |                    |                           |                           |                           |

| TCU                             | TCU                             | TCU                             | TCU                             |                                | UGA                            | UGA                            | UGA                            | UGA |
| N°                              | Adversaire                      | Score                           | Bilan                           | N°                             | Adversaire                     | Score                          | Bilan                          |     |
| 1                               | @ Colorado                      | 38 - 13                         | 01 -0                           | 1                              | #11 Oregon                     | 49 - 03                        | 01 - 0                         |     |
| 2                               | Tarleton State (FCS)            | 59 - 17                         | 02 - 0                          | 2                              | Samford (#27 en FCS)           | 33 - 0                         | 02 - 0                         |     |
| 3                               | @ SMU                           | 42 - 34                         | 03 - 0                          | 3                              | @ South Carolina               | 48 - 07                        | 03 - 0                         |     |
| 4                               | #18 Oklahoma                    | 55 - 24                         | 04 - 0                          | 4                              | Kent State                     | 39 - 22                        | 04 - 0                         |     |
| 5                               | @ #19 Kansas                    | 38 - 31                         | 05 - 0                          | 5                              | @ Missouri                     | 26 - 22                        | 05 - 0                         |     |
| 6                               | #8 Oklahoma State               | 43ET40                          | 06 - 0                          | 6                              | Auburn                         | 42 - 10                        | 06 - 0                         |     |
| 7                               | #17 Kansas State                | 38 - 28                         | 07 - 0                          | 7                              | Vanderbllt                     | 55 - 0                         | 07 - 0                         |     |
| 8                               | @ West Virginia                 | 41 - 31                         | 08 - 0                          | 8                              | Florida                        | 42 - 20                        | 08 - 0                         |     |
| 9                               | Texas Tech                      | 34 - 24                         | 09 - 0                          | 9                              | #1 Tennessee                   | 27 - 13                        | 09 - 0                         |     |
| 10                              | @ #18 Texas                     | 17 - 10                         | 10 - 0                          | 10                             | @ Mississippi State            | 45 - 19                        | 10 - 0                         |     |
| 11                              | @ Baylor                        | 29 - 28                         | 11 - 0                          | 11                             | @ Kentucky                     | 16 - 06                        | 11 - 0                         |     |
| 12                              | Iowa State                      | 62 - 14                         | 12 - 0                          | 12                             | Georgia Tech                   | 37 - 14                        | 12 - 0                         |     |
| Finale de conférence            | Finale de conférence            | Finale de conférence            | Finale de conférence            | Finale de conférence           | Finale de conférence           | Finale de conférence           | Finale de conférence           |     |
| 13                              | #10 Kansas State                | 28ET31                          | 12 - 1                          | 13                             | #14 LSU                        | 50 - 30                        | 13 - 0                         |     |
| Fiesta Bowl 2022 (½ finale CFP) | Fiesta Bowl 2022 (½ finale CFP) | Fiesta Bowl 2022 (½ finale CFP) | Fiesta Bowl 2022 (½ finale CFP) | Peach Bowl 2022 (½ finale CFP) | Peach Bowl 2022 (½ finale CFP) | Peach Bowl 2022 (½ finale CFP) | Peach Bowl 2022 (½ finale CFP) |     |
| 14                              | #2 Michigan                     | 51 - 45                         | 13 - 1                          | 14                             | #4 Ohio State                  | 42 - 41                        | 14 - 0                         |     |

### Horned Frogs de TCU
Les Horned Frogs représentent l'université chétienne du Texas (Texas Christian University). Leur mascotte est dénommé Super Frog (en).
TCU participe au premier College_Football_Championship_Game de son histoire. Ils ont remporté à ce jour deux titres nationaux (en 1935 et 1938) et dix-huit (18) titres de conférence (en 1920, 1929, 1932, 1938, 1944, 1951, 1955, 1958, 1959, 1994, 1999, 2000, 2002, 2005, 2009, 2010, 2011 et 2014).
Ils affichent un bilan en saison régulière de 12 victoires sans défaite (9-0 en matchs de conférence) et terminent 1er de la Big 12 Conference. Ils sont battus en prolongation 28 à 31 par no 9 Kansas State affichant ainsi un bilan provisoire de 12 victoires pour 1 défaite.
Désignés no 3 aux classements CFP et AP et no 4 au classement Coaches, ils sont sélectionnés pour participer au premier College Football Playoff de leur histoire. Ils remportent la demi finale jouée à l'occasion du Fiesta Bowl 2022, battant 51 à 45, les Wolverines du Michigan classés no 2 du pays affichant dès lors un bilan de 13 victoires pour 1 défaite avant la finale du CFP.
TCU a inscrit une moyenne de 41,1 points par match (5e équipe du pays) et a concédé une moyenne de 26,4 points par match (65e équipe du pays).
Leur running back vedette, Kendre Miller, blessé lors du match de demi-finale n'est pas rétabli et doit faire l'impasse sur le match.
| Logo      | Postes                                                  | Joueurs                                                                              | Statistiques                                                      |
| --------- | ------------------------------------------------------- | ------------------------------------------------------------------------------------ | ----------------------------------------------------------------- |
|           | Quarterback                                             | Max Duggan (en)                                                                      | 253/397 passes réussies pour 3 546 yards, 32 TDs, 6 interceptions |
| Coureur   | Kendre Miller (en)                                      | 224 courses pour 1 399 yards nets gagnés et 17 TDs                                   |                                                                   |
| Coureur   | Emari Demercado                                         | 107 courses pour 622 yards nets gagnés et 7 TDs (dont 1 en réception)                |                                                                   |
| Receveur  | Quentin Johnston (en)                                   | 59 réceptions pour 1 066 yards et 6 TDs                                              |                                                                   |
| Receveur  | Derius Davis (en)                                       | 37 réceptions pour 43 yards nets gagnés et 6 TDs (dont 1 à la course)                |                                                                   |
| Receveur  | Taye Barber                                             | 36 réceptions pour 605 yards nets gagnés et 5 TDs                                    |                                                                   |
| Défenseur | Johnny Hodges                                           | 41 plaquages dont 1 en solo, 2 sacks et 1 passe défendue                             |                                                                   |
| Défenseur | Mark Perry                                              | 78 plaquages dont 56 en solo, 2 oasses défendues                                     |                                                                   |
| Défenseur | Jamoi Hodge                                             | 75 plaquages dont 36 en solo, 1 interception, 2 passes défendues                     |                                                                   |
| Défenseur | Dee Winters                                             | 72 plaquages dont 44 en solo, 1 interception, 2 passes défendues, 1 fumble recouvert |                                                                   |
| Effectif  | Listing et statistiques du roster 2022 des Horned Frogs | Listing et statistiques du roster 2022 des Horned Frogs                              |                                                                   |

### Bulldogs de la Géorgie
Les Bulldogs représentent l'université de Géorgie et leurs mascottes se nomment « Uga X (en)», un chien de race Bouledogue américain et Hairy Dawg (en), un personnage costumé.
Vainqueur sortant du CFP, Georgia a remporté à ce jour trois (3) titres nationaux (en 1942, 1980  et 2021) ainsi que seize (16) titres de conférence (dans la SIAA (en) : 1896, 1920, dans la SEC : 1942, 1946, 1948, 1959, 1966, 1968, 1976, 1980, 1981, 1982, 2002, 2005, 2017 et 2022) et douze (12) titres de division (en 1992, 2002, 2003, 2005, 2007, 2011, 2012, 2017–2019, 2021, 2022).
Ils affichent un bilan global de 14 victoires sans défaites avant la finale et ont été classés no 1 du pays depuis la 10e semaine du championnat dans les classements CFP, AP et Coache's. Ils ont remporté leurs 13 matchs de saison régulière (8-0 en matchs de conférence) terminant 1er de la Division East de la SEC. Ils remportent ensuite la finale de conférence SEC jouée contre les #17 Tigers de LSU (50-30) et la ½ finale du College Football Playoff jouée contre les #4 Buckeyes d'Ohio State à l'occasion du Peach Bowl 2022 (42-41).
Sélectionné pour disputer le College Football Playoof, #1 Georgia participe au troisième College_Football_Championship_Game de son histoire. Après avoir été battu lors de la finale de la saison 2017 par le #4 Crimson Tide de l'Alabama sur le score de 20 à 26, ils prennent leur revanche lors de la finale de la saison 2021 qu'ils remportent 51 à 45 contre #1 Alabama.
TCU a inscrit une moyenne de 39,4 points par match (9e équipe du pays) et a concédé une moyenne de 14,8 points par match (5e équipe du pays).
| Logo      | Postes                                              | Joueurs                                                                | Statistiques                                                      |
| --------- | --------------------------------------------------- | ---------------------------------------------------------------------- | ----------------------------------------------------------------- |
|           | Quarterback                                         | Stetson Bennett (en)                                                   | 292/430 passes réussies pour 3 823 yards, 23 TDs, 7 interceptions |
| Coureur   | Kenny McIntosh (en)                                 | 141 courses pour 779 yards et 12 TDs dont 2 en réception               |                                                                   |
| Coureur   | Stetson Bennett                                     | 54 courses pour 166 yards et 8 Tds                                     |                                                                   |
| Coureur   | Edwards Daijun                                      | 134 courses pour 741 yards et 7 TDs                                    |                                                                   |
| Coureur   | Kendall Milton (en)                                 | 76 courses pour 577 yards et 8 TDs dont 1 en réception                 |                                                                   |
| Receveur  | Brock Bowers                                        | 56 réceptions pour 790 yards et 9 TDs dont 3 à la course               |                                                                   |
| Receveur  | Ladd McConkey                                       | 53 réception pour 674 yards et 7 TDs dont 2 à la course                |                                                                   |
| Défenseur | Smael Mondon Jr. (en)                               | 71 plaquages dont 45 en solo, 1 sack, 1 interception, 1 passe défendue |                                                                   |
| Défenseur | Malaki Starks (en)                                  | 67 plaquages dont 43 en solo, 2 interceptions, 7 passes défendues      |                                                                   |
| Défenseur | Jamon Dumas-Johnson (en)                            | 66 plaquages dont 43 en solo, 4 sacks, 3 passes défendues              |                                                                   |
| Défenseur | Kelee Ringo (en)                                    | 41 plaquages dont 37 en solo, 2 interventions, 7 passes défendues      |                                                                   |
| Défenseur | Javon Bullard (en)                                  | 45 plaquages dont 32 en solo, 3½ sacks, 3 passes défendues             |                                                                   |
| Effectif  | Listing et statistiques du roster 2022 des Bulldogs | Listing et statistiques du roster 2022 des Bulldogs                    |                                                                   |

### Les titulaires
| Horned Fropgs de TCU  | Horned Fropgs de TCU | Bulldogs de la Géorgie | Bulldogs de la Géorgie  |
| Max Duggan (en)       | QB                   | QB                     | Stetson Bennett (en)    |
| Emari Demercado       | RB                   | RB                     | Kenny McIntosh (en)     |
| Quentin Johnston (en) | WR                   | WR                     | Ladd McConkey (en)      |
| Savion Williams       | WR                   | WR                     | Kearis Jackson          |
| Geor'Quarius Spivey   | TE                   | WR                     | Marcus Rosemy-Jacksaint |
| Jared Wiley           | TE                   | TE                     | Brock Bowers            |
| Steve Avila           | OL                   | OL                     | Broderick Jones         |
| Alan Ali              | OL                   | OL                     | Sedrick Van Pran        |
| Andrew Coker          | OL                   | OL                     | Tate Ratledge           |
| Brandon Coleman       | OL                   | OL                     | Warren McClendon        |
| Wes Harris            | OL                   | OL                     | Xavier Truss            |

| Horned Fropgs de TCU      | Horned Fropgs de TCU | Bulldogs de la Géorgie | Bulldogs de la Géorgie   |
| Damonic Williams          | DL                   | DL                     | Jalen Carter             |
| Dylan Horton              | DL                   | DL                     | Tramel Walthour          |
| Terrell Cooper            | DL                   | DL                     | Zion Logue               |
| Jamoi Hodge               | LB                   | LB                     | Robert Beal Jr.          |
| Johnny Hodges             | LB                   | LB                     | Jamon Dumas-Johnson (en) |
| Dee Winters               | LB                   | LB                     | Smael Mondon Jr. (en)    |
| Josh Newton               | CB                   | DB                     | Kamari Lassiter (en)     |
| Tre’Vius Hodges-Tomlinson | CB                   | DB                     | Kelee Ringo              |
| Nook Bradford             | S                    | DB                     | Javon Bullard            |
| Abraham Camara            | S                    | DB                     | Malaki Starks            |
| Mark Perry                | S                    | DB                     | Christopher Smith (en)   |

### Les deux entraîneurs

#### Sonny Dykes (TCU)
Sonny Dykes (en), né le 9 novembre 1969 à Big Spring dans l'État du Texas a d'abord joué au baseball au poste de 1re base pour l'université Texas Tech (1989-1993) avant de vouloir devenir entraîneur de football américain probablement influencé par son père Spike Dykes (en) lequel avait également été entraîneur universitaire pour les Red Raiders de Texas Tech. Il commence à entrainer des équipes lycéennes (en High School). Dès 1997, il passe en NCAA Division I FBS surtout en tant qu'entraîneur des wide receivers. Il devient ensuite entraîneur principal des Bulldogs de Louisiana Tech (2010–2012), des Golden Bears de la Californie (2013-2016) et des SMU (2018-2021) après avoir été analyste de l'attaque des Horned Frogs de TCU (2017). Fin décembre 2021, il revient chez les Horned Frogs en tant qu'entraîneur principal.

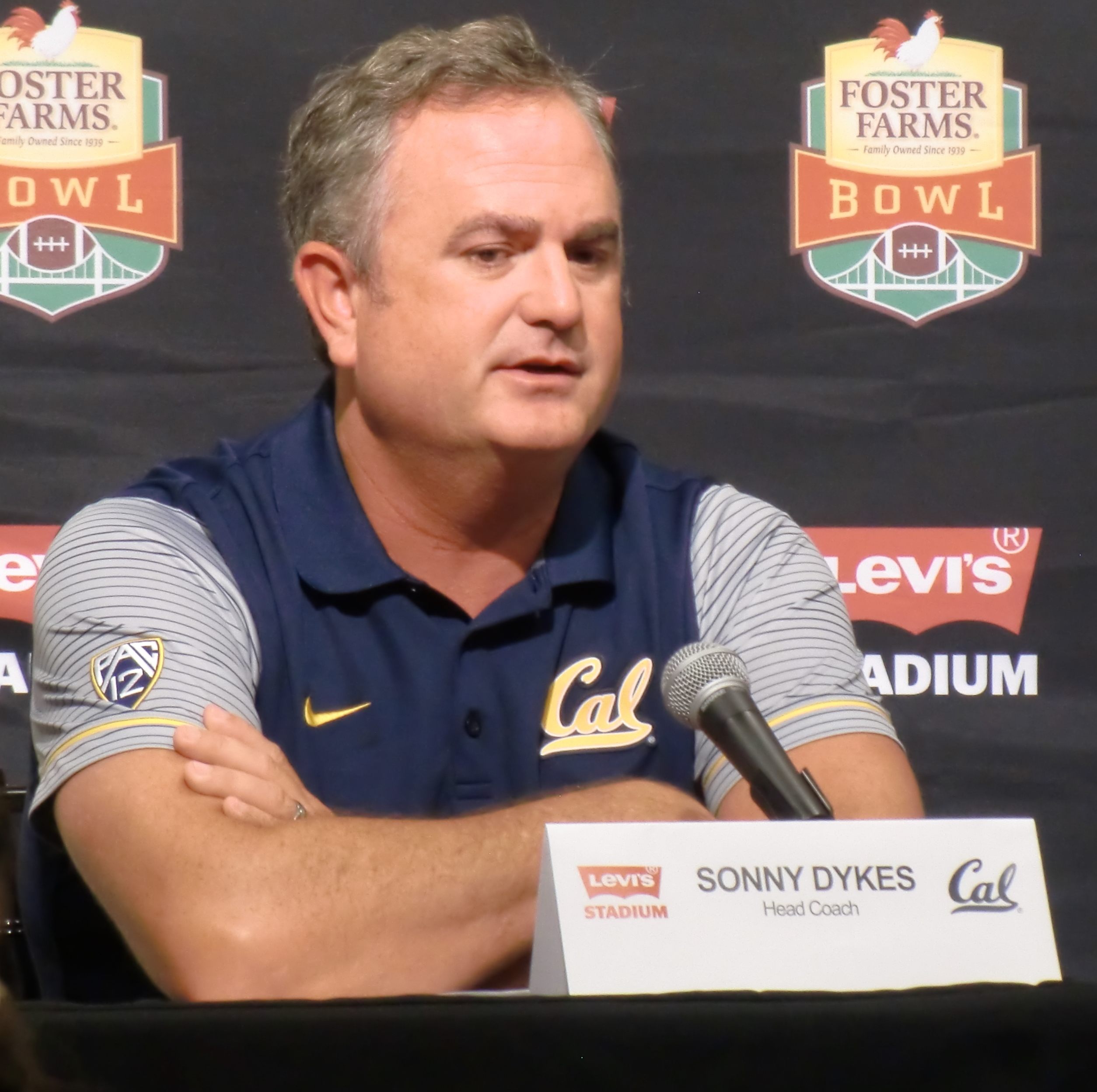
, entraîneur des Horned Grogs.

Il permet aux Bulldogs de remporter le titre de champion 2011 de la Western Athletic Conference ce qui lui vaut d'y être désigné entraîneur de l'année. Il perd néanmoins le Poinsetta Bowl 2011 joué contre TC 24 à 31. Il remporte ensuite l'Armed Forces Bowl 2015 avec les Golden Bears 55 à 36 contre les Falcons de l'Air Force. Arrivé fin décembre 2017 à SMU, il dirige l'équipe qui perd le Frisco Bowl 2017 10 à 51 contre Louisiana Tech. Il permet SMU de terminer les saisons 2019 à 2021 en positif (10-3, 7-3, 8-4), perdant le Boca Raton Bowl 2019 (les bowls 2020 et 2021 ont été annulés à la suite de la pandémie de Covid-19). Revenu fin décembre 2021 à TCU en tant qu'entraîneur principal cette fois, réalise une saison exceptionnelle conduisant son équipe à la finale du CFP.
Son bilan global en tant qu'entraîneur principal est de 84 victoires pour 64 défaites.
Au terme de la saison régulière 2022, il s'est vu décerner le titre d'entraîneur de l'année de la Big 12 Conference, et le titre d'entraîneur de l'année par l'Associated Press (AP) (en) et par le Sporting News (en). Il a également remporté les trophées de l'Eddie Robinson Coach of the Year, du Walter Camp Coach of the Year et du Home Depot Coach of the Year 2022.

#### Kirby Smart (Georgia)

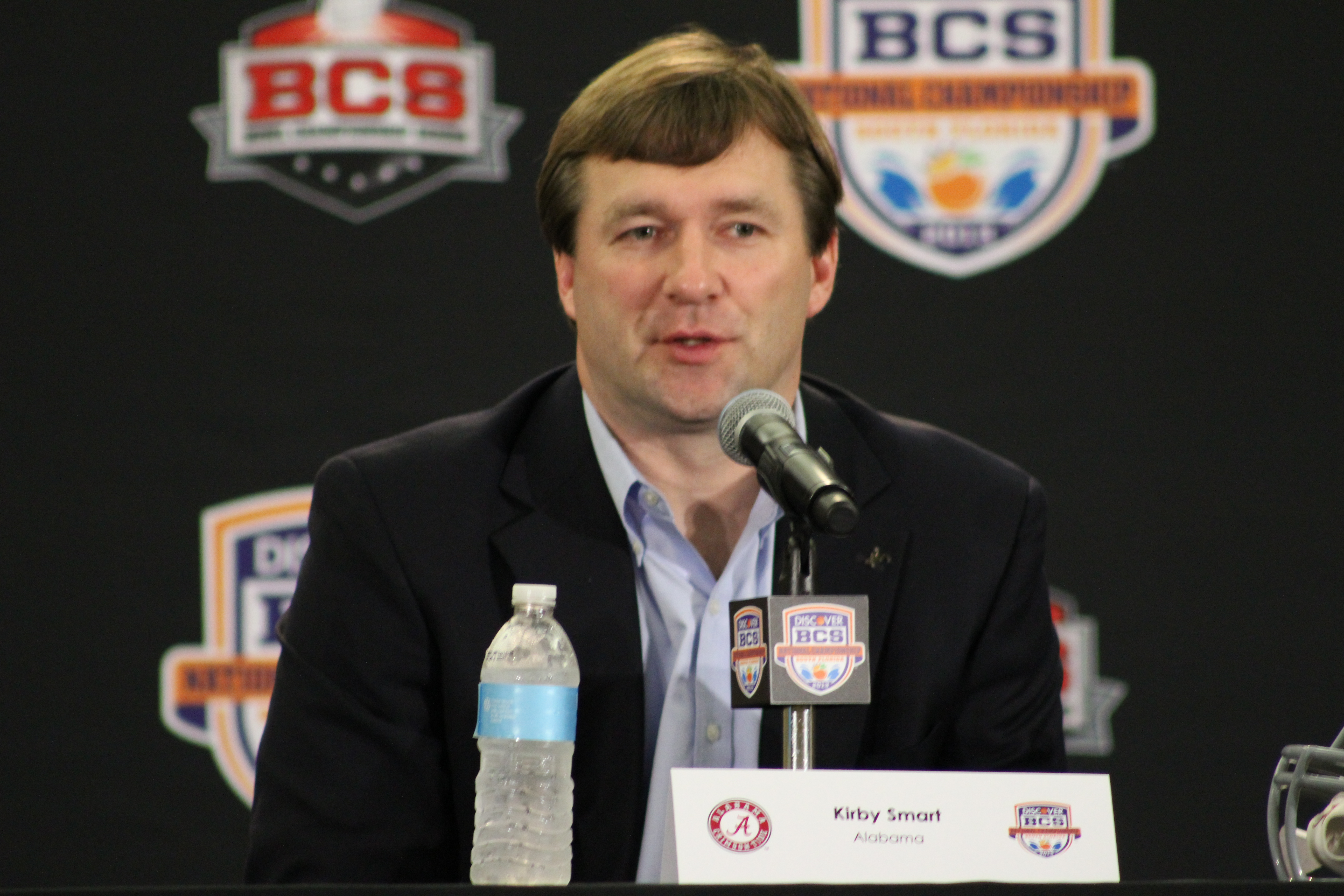
Kirby Smart, entraîneur des Bulldogs.

Kirby Paul Smart, né le 23 décembre 1975 à Montgomery dans l'État de l'Alabama. Il a joué au poste de defensive back pour les Bulldogs de la Géorgie (1995–1998) en NCAA et est ensuite signé en tant que joueur non drafté par les Colts d'Indianapolis mais ne parvient pas à intégrer l'effectif final et est libéré avant le début de la saison 1999. Il occupe son premier poste important comme entraîneur des defensive backs sous les ordres de l'entraîneur principal Nick Saban à LSU en 2004. Il passe ensuite entraîneur des running backs en 2005 à Georgia, entraîneur des safety chez les Dolphins de Miami en 2006, rejoint Saban en tant qu'assistant et entraîneur des defensive backs (2007) et en tant qu'entraîneur défensif (2008-2015) à Alabama. Il retourne dès 2016 à Georgia en tant qu'entraîneur principal.
Son bilan à Georgia est de 80 victoires pour 15 défaites en cinq saisons (toutes avec un bilan positif). Il y a remporté le Liberty Bowl 2016, le Rose Bowl 2018, le Sugar Bowl 2020, le Peach Bowl 2021 mais perd le Sugar Bowl 2019. En 2021, il remporte le titre national (College Football Championshil Game 2022) en battant Alabama (et Nick Saban) 33 à 18. Il réalise une saison 2022 parfaite (14-0) qui lui permet de jouer à nouveau la finale nationale.
Pour Georgia, il a actuellement remporté un titre national (2021), deux titres de la Southeastern Conference (2017 et 2022), cinq titres de la Division East de la SEC (2017–2019, 2021–2022). Il a été désigné à trois reprises meilleur entraîneur de l'année dans la SEC (2017, 2021, 2022) et s'est vu décerner le George Munger Award (en) (2017. Auparavant, il s'était vu décerné le Broyles Award 2009 et avait été désigné meilleur entraîneur assistant de la saison 2012.

## Résumé du match
Début du match à  16 h 45, fin à  19 h 56 pour une durée totale de jeu de 3 h 11 min.
Températures de 60 degrés Fahrenheit (16 °C), vent de sud-est de 14 mi/h (23 km/h), ciel nuageux.
| QT | Temps         | Drive         | Drive         | Drive         | Équipe        | Description de l'action                                                                                      | Score | Score |
| -- | ------------- | ------------- | ------------- | ------------- | ------------- | --- | ----- | ----- |
| QT | Temps         | Jeux          | Yards         | TDP           | Équipe        | Description de l'action                                                                                      | TCU   | UGA   |
| 1  | 11:01         | 5             | 57            | 02:58         | UGA           | TD à la suite d'une course du QB Stetson Bennett (en) (+ 1 pt par le K Jack Podlesny)                        | 0     | 7     |
| 1  | 06:51         | 6             | 27            | 02:39         | UGA           | FG de 24 yards par le K Jack Podlesny                                                                        | 0     | 10    |
| 1  | 04:45         | 5             | 75            | 02:06         | TCU           | TD à la suite d'une course de 2 yards par le QB Max Duggan (en) (+ 1 pt de conversion par le K Griffin Kell) | 7     | 10    |
| 1  | 02:43         | 4             | 70            | 01:56         | UGA           | TD de 37 yards par le WR Ladd McConkey (passe du QB Stetson Bennett + 1 pt par le K Jack Podlesny)           | 7     | 17    |
| 2  | 08:30         | 11            | 92            | 05:43         | UGA           | TD à la suite d'une course de 6 yards par le QB Stetson Bennett (+ 1 pt par le K Jack Podlesny)              | 7     | 24    |
| 2  | 01:19         | 11            | 66            | 05:15         | UGA           | TD à la suite d'une course de 1 yard par le RB Kendall Milton (+ 1 pt par le K Jack Podlesny)                | 7     | 31    |
| 2  | 00:26         | 2             | 22            | 00:10         | UGA           | TD de 22 yards par le WR Adonai Mitchell (passe du QB Stetson Bennett (+ 1 pt par le K Jack Podlesny)        | 7     | 38    |
|    |               |               |               |               |               | |       |       |
| 3  | 10:52         | 4             | 55            | 01:22         | UGA           | TD de 22 yards par le TE Brock Bowers (passe du QB Stetson Bennett + 1 pt par le K Jack Podlesny)            | 7     | 45    |
| 3  | 02:07         | 9             | 84            | 05:17         | UGA           | TD de 14 yards par le WR Ladd McConkey (passe du QB Stetson Bennett + 1 pt par le K Jack Podlesny)           | 7     | 52    |
| 4  | 09:24         | 9             | 54            | 04:49         | UGA           | TD à la suite d'une course de 1 yard par le RB Branson Robinson (+ 1 pt par le K Jack Podlesny)              | 7     | 59    |
| 4  | 07:23         | 1             | 79            | 00:07         | UGA           | TD à la suite d'une course de 19 yards par le RB Branson Robinson (+ 1 pt par le K Jack Podlesny)            | 7     | 65    |
| 4  | Score final : | Score final : | Score final : | Score final : | Score final : | Score final :                                                                                                | 7     | 65    |

## Statistiques
| Systèmes | Noms                 | Équipes                | Postes |
| -------- | -------------------- | ---------------------- | ------ |
| Attaque  | Stetson Bennett (en) | Bulldogs de la Géorgie | QB     |
| Défense  | Javon Bullard        | Bulldogs de la Géorgie | S      |

| Passes            |       |       |           |
| Joueur            | T–R   | Yards | TD–INT-Sk |
| Max Duggan (en)   | 14/22 | 152   | 0–2–5     |
| Chandler Morris   | 0/1   | 0     | 0–0–0     |
| Courses           |       |       |           |
| Joueur            | Nb.   | Yards | TD        |
| Emari Demercado   | 14    | 59    | 0         |
| Max Duggan        | 10    | -38   | 1         |
| Emani Bailey      | 2     | 9     | 0         |
| Réceptions        |       |       |           |
| Joueur            | Nb.   | Yards | TD        |
| Derius Davis (en) | 5     | 101   | 0         |
| Jared Wiley       | 2     | 14    | 0         |
| Quentin Johnson   | 1     | 3     | 0         |
| Défense           |       |       |           |
| Joueur            | T–S   | S–Y   | PD–FF–FR  |
| Lillard Bradford  | 7–4   | 0–0   | 1–0–0     |
| Dee Winters       | 7–4   | 0–0   | 0–0–0     |
| Johnny Hodges     | 7–6   | 0–0   | 0–0–0     |
| Mark Perry        | 6–3   | 0–0   | 0–0–0     |
| Johnny Hodges     | 6–5   | 0–0   | 0–0–0     |

| Statistiques               | TCU           | UGA                            |
| -------------------------- | ------------- | ------------------------------ |
| 1er downs                  | 9             | 32                             |
| 1er downs à la course      | 4             | 15                             |
| 1er downs à la passe       | 4             | 16                             |
| 1er downs par pénalité     | 1             | 1                              |
| 3e downs                   | 2/11          | 9/13                           |
| 4e downs                   | 0/2           | 1/1                            |
| Jeux-yards                 | 51-188        | 72-589                         |
| Courses : Nb.-Yards        | 29-36         | 44-254                         |
| Courses : Moyenne          | 1,3           | 5,8                            |
| Yards à la passe           | 152           | 335                            |
| Passes tentées/réussies    | 14/32         | 20/28                          |
| Passe(s) interceptée(s)    | 2             | 0                              |
| Touchdowns                 | 1 à la course | - 4 à la passe - 5 à la course |
| Red-zone                   | 1/1           | 6/6                            |
| Plaquages : Nb.-Seul       | 66-40         | 46/38                          |
| TFL : Nb.-Yards            | 2-2           | 9-51                           |
| Sacks réussis : Nb.-Yards  | 0-0           | 5-38                           |
| Punt : Nb.-Yards           | 5-185         | 1-48                           |
| Retour Kickoff : Nb.-Yards | 6-138         | 1-27                           |
| Fumbles–Perdu(s)           | 1/1           | 0/0                            |
| Pénalités–Yards            | 5-50          | 4-30                           |
| Temps de possession        | 23:01         | 36:59                          |

| Passes                   |       |       |           |
| Joueur                   | T–R   | Yards | TD–INT-Sk |
| Stetson Bennett (en)     | 18/25 | 304   | 4–0–0     |
| Carson Beck              | 2/2   | 31    | 0–0–0     |
| Courses                  |       |       |           |
| Joueur                   | Nb.   | Yards | TD        |
| Kenny McIntosh (en)      | 8     | 50    | 0         |
| Kendall Milton (en)      | 10    | 33    | 1         |
| Stetson Bennett          | 3     | 39    | 2         |
| Branson Robinson (en)    | 7     | 42    | 2         |
| Sevaughn Clark           | 5     | 35    | 0         |
| Daijun Edwards           | 5     | 30    | 0         |
| Brock Bowers             | 2     | 15    | 0         |
| Réceptions               |       |       |           |
| Joueur                   | Nb.   | Yards | TD        |
| Brock Bowers             | 7     | 152   | 1         |
| Ladd McConkey (en)       | 5     | 88    | 2         |
| Adonai Mitchell (en)     | 1     | 22    | 1         |
| Darnell Washington (en)  | 1     | 28    | 0         |
| Kearis Jackson (en)      | 1     | 20    | 0         |
| Daijun Edwards           | 2     | 12    | 0         |
| Défense                  |       |       |           |
| Joueur                   | T-S   | S-Y   | PD-FF-FR  |
| Smael Mondon Jr. (en)    | 5–4   | 0–0   | 0–0–0     |
| Jamon Dumas-Johnson (en) | 4–2   | 0–0   | 0–0–0     |
| Christopher Smith (en)   | 3–3   | 0–0   | 0–1–0     |
| Robert Beal Jr.          | 3–3   | 1–1   | 0–0–0     |
| Kamari Lassiter (en)     | 3–3   | 0–0   | 0–0–0     |